# Claude-Étienne Minié

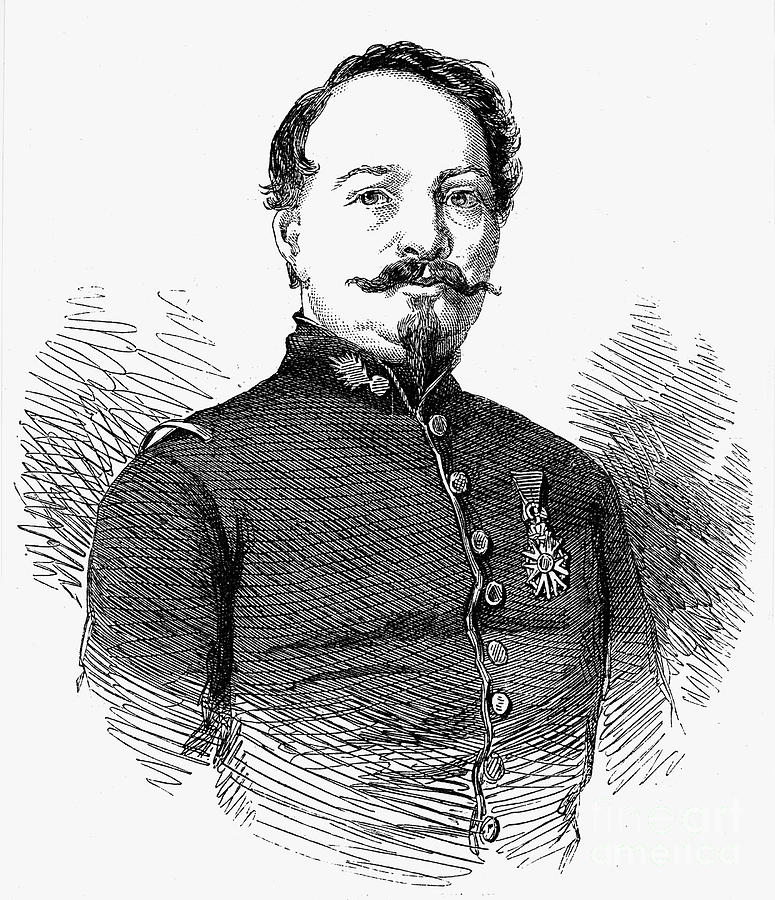
Claude-Étienne Minié, grabado de 1855.

Claude-Étienne Minié (13 de febrero de 1804 en París - 14 de diciembre de 1879 en París) fue un oficial del ejército francés famoso por resolver el problema de diseñar un fusil de avancarga confiable al inventar la bala Minié en 1846 y el fusil Minié en 1849. Sucedió al trabajo pionero de Henri-Gustave Delvigne y Louis-Étienne de Thouvenin.
Minié sirvió en varias campañas africanas con los Chasseurs, después de lo cual finalmente fue ascendido a capitán. En 1846 diseñó la bala Minié, una bala cilíndrica con un hueco cónico en la base que se expandía cuando se disparaba. Este proyectil, combinado con su fusil, resultó en una mejora importante en la precisión de las armas de fuego.
El gobierno francés recompensó a Minié con unos 20.000 francos y lo instaló como miembro del personal de la escuela militar de Vincennes. En 1858 se retiró del ejército francés con el rango de coronel y más tarde se desempeñó como instructor militar para el jedive de Egipto y como gerente de la Remington Arms Company en los Estados Unidos. Su tecnología de estriado resultó crítica para el aumento en la precisión de las armas de fuego visto durante la Guerra de Secesión.